# Università federale meridionale
L'Università Federale del Sud (ЮФУ, in russo Ю́жный федера́льный университе́т?, Južnyj federal'nyj universitet) e precedentemente nota come Rostov State University è un'università pubblica situata a Rostov sul Don e Tangarog. La SFEDU comprende quattro ex istituti di istruzione superiore della regione di Rostov: l'Università statale di Rostov che risale al 1915, anno in cui l'Università imperiale di Varsavia è stata trasferita alla città di Rostov; Rostov State Teachers Training University formata nel 1930 dalla Teachers Training Faculty all'interno dell'Università del Caucaso settentrionale; Taganrog State Radio Engineering University fondata nel 1952; e Rostov State Academy of Architecture and Art, fondata nel 1988 sulla base della Facoltà di Architettura dell'Istituto di Ingegneria Civile di Rostov.
A partire dal 2016, l'università comprendeva 5 accademie, 12 istituti di istruzione, 6 facoltà, 6 sedi secondarie e 2 uffici di rappresentanza, nonché 19 centri di innovazione tecnologica e scientifico-didattica, 3 istituti di ricerca, un museo e il Centro Scientifico Regionale del Formazione dell'Accademia Russa.

## Storia
La Southern Federal University è il più grande istituto di ricerca e istruzione dell'Oblast' di Rostov. L'università iniziò ad operare a Rostov sul Don nel 1915 come parte affiliata dell'Università Imperiale di Varsavia il cui personale russo era stato evacuato dalla Polonia con l'inizio della prima guerra mondiale. Più tardi, con il crollo dell'Impero russo, l'università fu chiamata Università di Donskoy dopo la regione del Don con decreto del governo provvisorio russo il 5 maggio 1917. Quando fu fondata nel 1915, l'Università di Donskoy fu il primo istituto di istruzione superiore a Rostov-on-Don e aveva quattro dipartimenti accademici: storia e filosofia, medicina, fisica e matematica e diritto. Nel 1925, la Donskoy University fu ribattezzata North Caucasus State University; un'altra ridenominazione dell'università seguì nel 1934: Rostov-on-Don State University, poi modificata in Rostov State University nel 1957. Quest'ultimo nome è esistito fino al 2006. Nel novembre 2006, Rostov State Academy of Architecture & Arts, Rostov State Pedagogical University e Taganrog State University of Radioengineering sono state fuse nella Rostov State University per formare un'unica entità chiamata Southern Federal University.

## Classifiche
Nel 2021, la QS World University Rankings ha posizionato la SFEDU nella fascia 531-540 a livello globale e nel 84º posto dei BRICS.

## Struttura
- Accademia di architettura e degli arti
- Accademia di biologia e biotecnologie
- Accademia di psicologia e pedagogia
- Accademia di cultura fisica e sport
- Accademia di ingegneria
- Centro di addestramento militare
- Facoltà di gestione
- Facoltà di chimica
- Facoltà di fisica
- Facoltà di economia
- Facoltà di legge
- Istituto di tecnologie e sicurezza informatiche
- Istituto di storia e relazioni internazionali
- Istituto di matematica, meccanica e scienze informatiche
- Istituto di scienze della terra
- Istituto di sociologia e studi regionali
- Istituto di lettere, giornalismo e comunicazione interculturale
- Istituto di filosofia e scienze sociali
- Istituto di alte tecnologie e piezotecnica
- Istituto di nanotecnologia, elettronica e strumentazione